# Petite Poissone
Petite Poissone, née en 1976, à Rives, près de Grenoble, est une illustratrice, artiste visuelle, street artiste, dessinatrice, poétesse, auteure de littérature jeunesse et collagiste de rue française qui réside à Grenoble.  

## Biographie

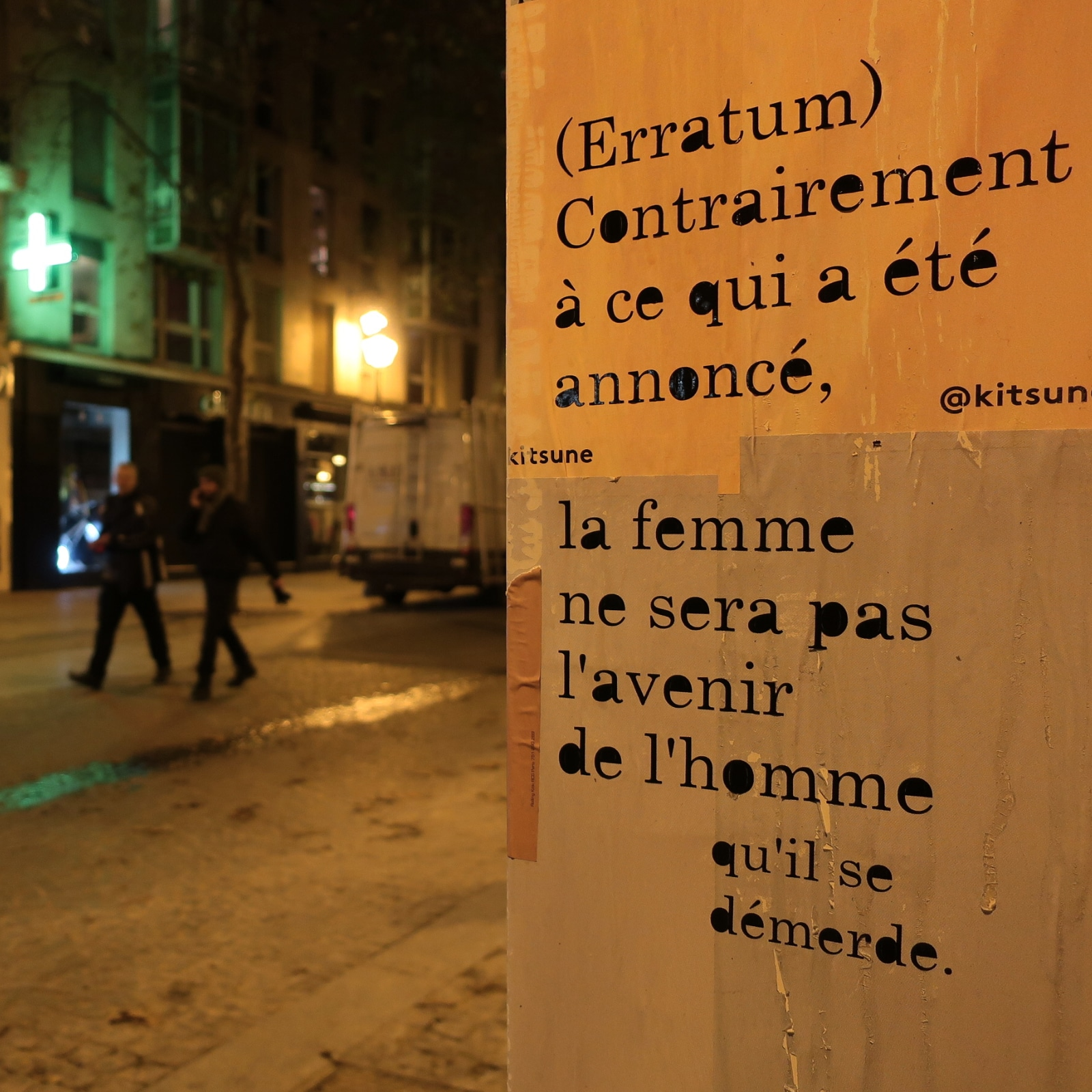
Collage de Petite Poissone à Paris en 2018

Diplôme national d'arts et techniques à l'École des Beaux arts de Caen,,. Petite Poissone colle des dessins et des phrases poétiques dans les rues depuis 2011,.
En 2022 elle réalise une campagne de communication pour Grenoble-Alpes Métropole sur le thème des violences sexistes au travail.
Suite à une exposition en mai 2025, à l’Université Grenoble Alpes le Président de l’université a demandé le retrait de plusieurs inscriptions artistiques de l’artiste de sensibilisation aux questions de racisme.

## Publications
- Erratum: Petite Poissone (Auteur), Erratum, Petite Poissone  , 2021, 105 p. (ISBN 979-10-699-8344-1, présentation en ligne) (2021)
- Des vies partagées: Gabrielle Erpicum (Auteur), Ugo Couronneaud (Collaborateur), Thomas Piveteau (Collaborateur) et Petite Poissone (Illustrations), Des vies partagées, Éditions Quart monde , 2021, 105 p. (ISBN 979-10-91178-89-1, présentation en ligne) (2021)
- 69 Universal Language: Collectif, 69 Universal Language, Critères éditions , coll. « Opus délits  », 2017, 96 p. (ISBN 2370260459, présentation en ligne) (2017)

### Vidéos
- Hold Up Ladies Part 1 Automne, animation pour le collectif Hold Up Ladies, filmé et monté par Antoine Dubois et BProduction, direction artistique Petite Poissone « (Vidéo en ligne) »

## Expositions, évènements et réalisations
2023
- Urbaines - Street Art, Galerie d'art Le Comœdia à Brest, exposition collective (Mélanie Bourget, Caroline Derveaux, Julia Forma, Foufounart, Lady K, Stéphanie Kilgast, Lady M, Sêma Lao, Petite Poissone, Miss Tic)  (12 janvier - 1er avril 2023)[9]
- Festival Plein Champ, Le Mans (30 juin - 2 juillet 2023)[10]

2022
- Expo des centcinquante, Le Chat Noir, Les Trois Baudets, Paris (1er décembre - 11 décembre 2022)
- Ancien Musée de Peinture, Grenoble (3 juin - 26 juin 2022)
- Street Art Fest Grenoble 2022, métropole grenobloise (27 mai - 26 juin 2022)[11]
- Artistes en scène - Art urbain, exposition collective, collection de Yassine Hmitti, en partenariat avec l'Office Municipal de la Culture de Maisons-Alfort, Théâtre Debussy de Maisons-Alfort (19 juin - 6 juillet 2022)
- Exposition Petite Poissone, Levalet, Miss Tic et Pakone, Le Comœdia, Brest (28 avril - 23 juillet 2022) « (Vidéo de présentation en ligne) »

2021
- Ensemble, exposition collective pour le Téléthon, Galerie Roussard, rue du Mont-Cenis à Paris (19 novembre - 12 décembre 2021)[12]
- Le MUR Paris (aout 2021)[13],[14]
- Festival Colors, Paris (20 mai - 30 juin 2021)[15]
- Dans le cadre du Street Art Fest Grenoble, métropole grenobloise, La Vie comme un Poème..., fresque à Saint-Martin-d'Hères (mai 2021)[16]
- Parlez-moi d'amour allez hop hop hop, fresque, Le MUR & RATP, gare d'Auber, Paris (avril 2021)[17]
- Petite Poissone, exposition solo, Le Lavo//Matik, Paris (27 mars - 17 avril 2021)[18]
- Création poétique in situ de Petite Poissone, Médiathèque La Tannerie, Sillé-le-Guillaume (28 février 2021)[19]
- Les inégalités, ça n’est pas notre genre, Ancien Musée de Peinture, Grenoble (été 2021)[20]

2020
- Festival Muralis de Dax, fresques, Dax (septembre 2020)[21]
- Street Art Fest Grenoble 2020, métropole grenobloise (2020)[22]

2019
- La chute des murs, en résonance avec le 30e anniversaire de la chute du mur de Berlin, Centre d'histoire de la résistance et de la déportation (CHRD), Lyon (8 novembre 2019 - janvier 2020)[23],[24] « (Vidéo de présentation  en ligne) »
- Free Hug, Spacejunk Grenoble (7 juin - 27 juillet 2019)[25]
- Femme, Homme, mode d'emploi, exposition en duo avec Don Mateo, Le cabinet d'amateur, Paris (mars 2019)[26]
- Free Hug, Spacejunk Bayonne (25 janvier - 15 mars 2019)[27]

2018
- Festival Points de vue à Bayonne (17 octobre - 21 octobre 2018) « (Vidéo de présentation en ligne) »

2017
- Tout(es) en finesse, Galerie NUNC!, rue d'Arras à Paris (octobre 2017)[28],[5]
- Nous n’irons plus jamais, exposition solo, ateliers de MétalStar à Crolles (octobre 2017)[5]
- Irrévérence, premiers textes féministes, Ancien Musée de Peinture, Grenoble (2017)[2],[3]

2014
- Exposition au café des arts, Grenoble (17 mai - 17 juin 2014)[29]

### Monographies
- Hainaut, Julie (Auteur) et Didier Levallois (Préfacier), Petite Poissone : je ne suis pas une street artist, Critères éditions , coll. « Opus délits », 2018, 95 p. (ISBN 978-2-37026-064-2, présentation en ligne)

### Vidéos
- [vidéo] ATD Quart Monde France, « Petite Poissone, street artiste & alliée d'ATD Quart Monde », sur YouTube
- [vidéo] Télégrenoble, « Reportage - Petite Poissone marque l'entrée des locaux de la Métropole », sur YouTube
- [vidéo] France 3 Nouvelle-Aquitaine, « l'artiste Petite Poissone expose à Bayonne », sur YouTube